# Żegnaj, czarodzieju
Żegnaj, czarodzieju (jap. さよならソルシエ Sayonara sorushie) – manga autorstwa Hozumi, publikowana na łamach magazynu „Flowers” wydawnictwa Shōgakukan od sierpnia 2012 do sierpnia 2013.
W Polsce prawa do dystrybucji mangi wykupiło Studio JG.

## Fabuła
Manga opowiada historię braci van Gogh – słynnego malarza Vincenta van Gogha i jego młodszego brata Theodorusa van Gogha – ale jest przede wszystkim ukazana z perspektywy młodszego brata. Theo pracuje jako kierownik oddziału w renomowanym salonie sztuki Goupil & Cie. Pragnie wykorzystać nowe talenty i techniki, ale ówczesna mentalność burżuazji uznaje niższe klasy społeczne za niezdolne do docenienia sztuki pięknej, uznając ją za domenę jedynie wyższych sfer społecznych. Theo stara się pokazać sztukę, która przedstawia prawdę o codzienności.

## Publikacja serii
Manga ukazywała się od 28 sierpnia 2012 do 28 sierpnia 2013 w magazynie „Flowers”. Wydawnictwo Shōgakukan zebrało ją w dwóch tankōbonach, wydanych 10 maja i 8 listopada 2013.
W Polsce wydanie mangi w jednym tomie zbiorczym zapowiedziało wydawnictwo Studio JG, premiera zaś odbyła się 11 grudnia 2023.
| Nr | Język japoński   | Język japoński         | Język polski    | Język polski           |
| Nr | Data wydania     | ISBN                   | Data wydania    | ISBN                   |
| -- | ---------------- | ---------------------- | --------------- | ---------------------- |
| 1  | 10 maja 2013     | ISBN 978-4-09-135202-6 | 11 grudnia 2023 | ISBN 978-83-8257-363-3 |
| 2  | 8 listopada 2013 | ISBN 978-4-09-135579-9 | 11 grudnia 2023 | ISBN 978-83-8257-363-3 |

## Odbiór
W poradniku Kono manga ga sugoi! (edycja 2014 roku) seria została uznana za najlepszą w kategorii dla dziewcząt.